# Sonic the Hedgehog 4 Episodio 1
Sonic the Hedgehog 4 Episodio 1 (ソニック・ザ・ヘッジホッグ4 エピソードI?, Sonikku za Hejjihoggu Fō: Episōdo Wan), conosciuto anche semplicemente come Sonic the Hedgehog 4 è un videogioco a piattaforme del 2010 con protagonista Sonic the Hedgehog. Il gioco è sviluppato dal Sonic Team insieme a Dimps mentre è stato pubblicato da SEGA.
Il gioco è stato annunciato il 9 settembre 2009 e il suo nome ufficiale è stato rivelato il 4 febbraio 2010. È stato pubblicato su Steam, PlayStation Network, Xbox Live, WiiWare, Google Play, App Store e Ouya.
Il gioco è il seguito diretto di Sonic the Hedgehog 3 e Sonic & Knuckles ed è giocabile in alta definizione 1080i/1080p su PlayStation 3, Xbox 360 e Steam. Il gioco fa ritorno alle origini della serie di Sonic, ma con i benefici della visuale 2.5D ciò indica una fluidità d'animazione e profondità di campo migliore grazie ai modelli poligonali in 3D, ma mantenendo la giocabiltà a scorrimento orizzontale (laterale) in 2D.
Il gioco unito al suo successore pubblicato nel 2012 Sonic the Hedgehog 4 Episodio 2 abilita il bonus Lock-on Sonic the Hedgehog 4 Episodio Metal.

## Trama
Il genio del male, il Dr. Eggman, è sopravvissuto dopo lo scontro con Sonic nella Doomsday Zone nel precedente capitolo Sonic & Knuckles, e si prepara per un piano che possa neutralizzare Sonic. Alla fine Sonic trova tutti i Chaos Emerald e sconfigge Eggman, ma alla fine si vede quest'ultimo che ha finalmente creato l'arma che userà contro Sonic: Metal Sonic.

## Personaggi
- Sonic the Hedgehog: il porcospino più veloce del mondo. Può sembrare impaziente, ma è sempre pronto ad aiutare chi ha bisogno.

- Dr. Eggman: un egocentrico genio del male con un Quoziente intellettivo di 300. Vuole a tutti costi trasformare il mondo in un parco divertimenti ispirato a lui.

## Modalità di gioco
Il videogioco è a scorrimento orizzontale in 2D richiamando i classici giochi di Sonic del Sega Mega Drive (Genesis negli Stati Uniti) concentrandosi sulla velocità, anche se, come riscontrato da molti fan della serie, la fisica è cambiata snaturando l'originale gameplay: non è più presente il momentum, che consentiva ai giocatori di aumentare la velocità proseguendo nel livello, lo Spin Dash è più lento rispetto ai vecchi giochi e mentre è in aria, Sonic non rimane appallottolato: di conseguenza i nemici a mezz'aria possono essere eliminati solo con l'Homing Attack (mossa non presente negli episodi classici della serie). Inoltre non sono presenti i noti scudi elementali inseriti per la prima volta in Sonic 3 e Sonic & Knuckles. 
I giocatori hanno a disposizione inizialmente solo Sonic the Hedgehog, usando le meccaniche degli originali Spin Dash e i power-up che includono la super velocità, insieme alle mosse come l'homing attack visti negli episodi 3D della serie, poi raccogliendo tutti e sette gli Smeraldi del Caos, Sonic si può trasformare in Super Sonic dopo aver collezionato 50 anelli. 
Ogni livello è giocabile in modalità attacco al punteggio (storia principale) e modalità attacco al tempo, i relativi punteggi sono registrabili tramite il servizio di connessione a internet della console dove si potrà poi vedere la classifica e confrontare i propri punteggi con quelli del resto del mondo. In Sonic the Hedgehog 4 Episodio 1 ci sono in tutto 24 livelli (contando i 5 boss e le sette fasi speciali) e ogni singolo elemento di sfondo è prerenderizzato in 3D.

### Zone
Il gioco si divide in cinque zone, suddivise a loro volta in quattro atti (tre normali ed uno contro il rispettivo boss), fatta eccezione per l'ultima, E.G.G. Station Zone, composta esclusivamente da uno.
- Splash Hill Zone (Isola Tropicale): simile a Green Hill Zone in Sonic the Hedgehog ed Emerald Hill Zone in Sonic the Hedgehog 2[11].
- Casino Street Zone (Carnevale/Casino): simile a Casino Night Zone in Sonic the Hedgehog 2 ed a Carnival Night Zone in Sonic the Hedgehog 3[11].
- Lost Labyrinth Zone (Vecchie rovine): simile a Labyrinth Zone in Sonic the Hedgehog[11].
- Mad Gear Zone (Industria): simile a Metropolis Zone in Sonic the Hedgehog 2[11].
- E.G.G. Station Zone (Stazione Spaziale): simile a Death Egg Zone in Sonic the Hedgehog 2 e Sonic & Knuckles.

## Sviluppo
Il gioco fu annunciato per la prima volta il 9 settembre 2009 su GameSpot con il nome in codice di Project Needlemouse (nome derivato da Mr. Needlemouse, vecchio nome prototipo che doveva essere utilizzato per il personaggio di Sonic durante lo sviluppo del primo capitolo della serie).

## Accoglienza
| Testata                            | Versione | Giudizio |
| ---------------------------------- | -------- | -------- |
| Metacritic (media al 10-05-2020)   | Wii      | 81/100   |
| Metacritic (media al 10-05-2020)   | PS3      | 74/100   |
| Metacritic (media al 10-05-2020)   | Xbox 360 | 72/100   |
| Metacritic (media al 10-05-2020)   | iOS      | 70/100   |
| GameRankings (media al 09-12-2019) | Wii      | 75.42%   |
| GameRankings (media al 09-12-2019) | PS3      | 73.23%   |
| GameRankings (media al 09-12-2019) | X360     | 74.85%   |
| GameRankings (media al 09-12-2019) | PC       | 60.00%   |
| GameRankings (media al 09-12-2019) | iOS      | 74.29%   |
| Win Magazine                       | iOS      | 28/30    |
| Play Generation                    | PS3      | 79/100   |

La rivista Win Magazine diede alla versione per iOS un punteggio di 28/30, apprezzando l'esperienza di gioco grazie al fluido gameplay. Play Generation recensì l'edizione per PlayStation 3 dandole un punteggio di 79/100, trovandolo divertente per via del fatto che avesse tutto lo spirito dei gloriosi titoli dell'era 16-bit e come contro la troppa facilità, tranne in alcuni punti, la poca longevità ed il fatto che Sonic fosse l'unico personaggio giocabile. Marco Esposto di IGN lo trovò come un gioco che affascinava tutti con il suo ritorno alle origini, ma che deludeva un po' sotto l'aspetto tecnico.